# Glenmore Reservoir
Glenmore Reservoir är en reservoar i Kanada.   Den ligger i provinsen Alberta, i den centrala delen av landet, 2 900 km väster om huvudstaden Ottawa. Glenmore Reservoir ligger 1 072 meter över havet. Arean är 3,5 kvadratkilometer. Den sträcker sig 3,2 kilometer i nord-sydlig riktning, och 3,7 kilometer i öst-västlig riktning.
Runt Glenmore Reservoir är det i huvudsak tätbebyggt. Runt Glenmore Reservoir är det mycket tätbefolkat, med 1 411 invånare per kvadratkilometer.